# Tucker Sno-Cat

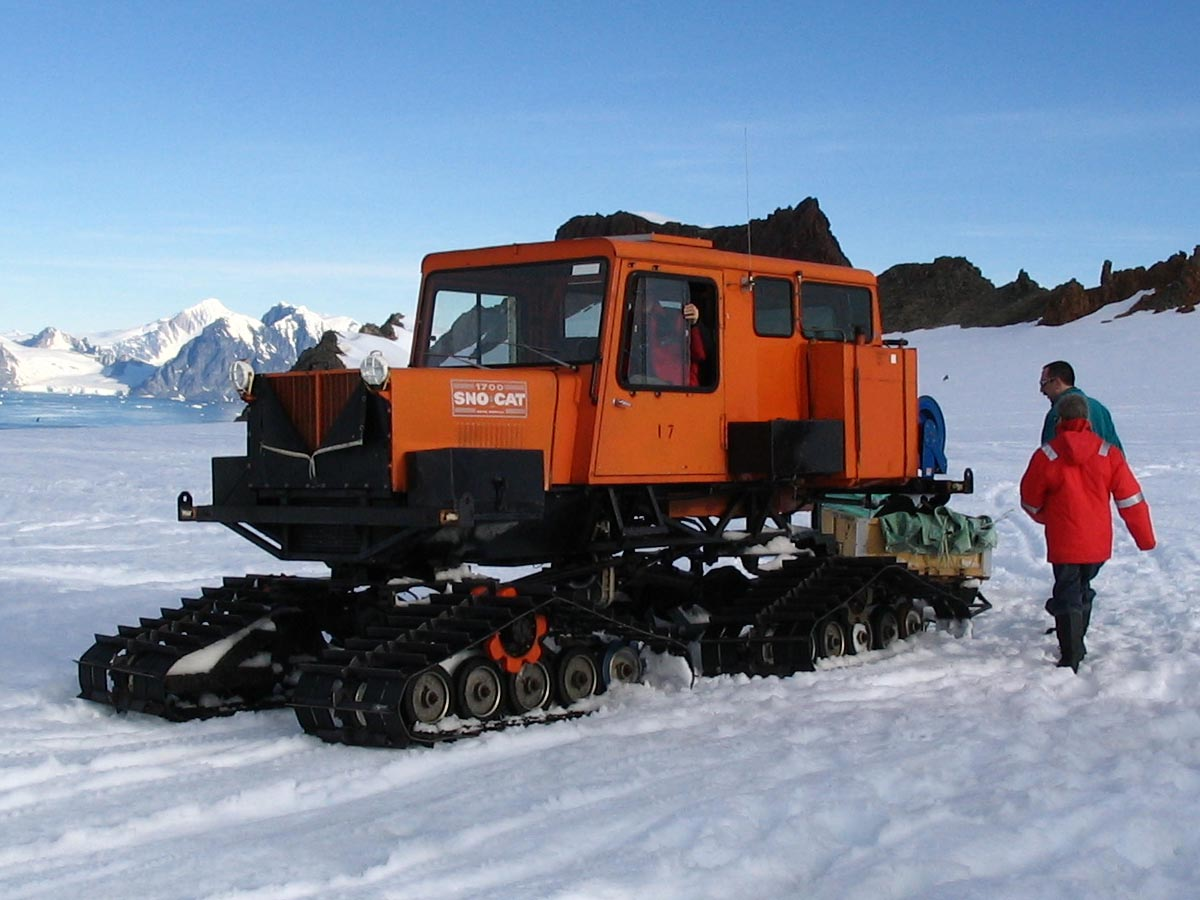
Sno-Cat alla stazione di ricerca Rothera (Rothera Research Station)

Il Tucker Sno-Cat è un veicolo cingolato creato per funzionare sulla neve, fabbricato da una società statunitense dell'Oregon.
Sono stati creati diversi modelli utilizzati anche per spedizioni in Artide e Antartide durante la seconda metà del ventesimo secolo. Questo veicolo è differente dagli altri veicoli cingolati utilizzati sulla neve, come i gatti delle nevi classici, poiché questo utilizza quattro set di cingoli indipendenti.

## La storia

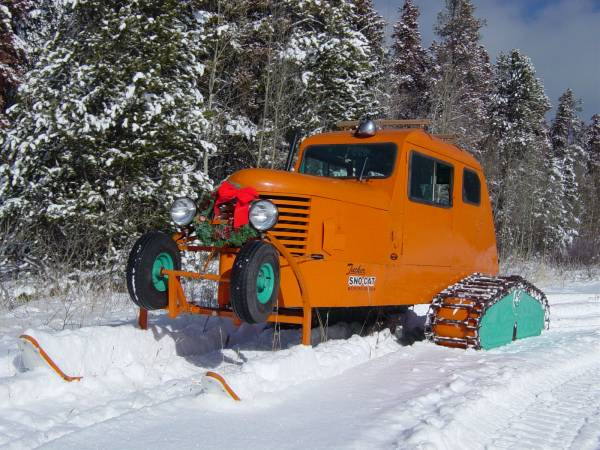
Un Tucker Sno-Cat del 1949

Prima di giungere a questa conformazione si era passati attraverso la progettazione di un veicolo con due cingoli al posteriore e una doppia possibilità di direzionalità all'anteriore; con una coppia di pattini e con una coppia di ruote sollevabili dal terreno in caso di necessità.
Tale soluzione è stata poi abbandonata in favore di quella presente ancor oggi e la casa produttrice ha affiancato allo Sno-Cat un modello più piccolo, dotato di soli due cingoli e denominato "Kitten".
La struttura della cabina è molto simile a quello di un normale mezzo di trasporto con comandi simili a quelli di una normale autovettura.
In anni più recenti, al modello specializzato per l'uso sulla neve è stato affiancato un tipo utilizzabile su superfici non innevate, il Terra Track.
Tra gli eventi che hanno visto protagonista il veicolo, da ricordare la Commonwealth Trans-Antarctic Expedition dell'esploratore britannico Ernest Vivian Fuchs, prima spedizione ad attraversare l'Antartide nel 1957.

## Lo Sno-Cat nei media
Sno-Cat è anche il nome di un gioco per il Commodore 64, nel quale uno di questi veicoli doveva risalire una montagna per soccorrere un gruppo di sciatori dispersi.